# Benedetta Bartolini
Benedetta Bartolini (Cecina, 5 marzo 1999) è una pallavolista italiana, centrale della Black Angels Perugia.

## Carriera
Prodotto del settore giovanile del Volleyrò, nell'annata 2017-18 fa il proprio esordio in Serie A2 ingaggiata dall'Hermaea e vestendo quindi, a partire dalla stagione seguente, la maglia del Montecchio Maggiore.
Dopo tre annate nel club veneto, nella stagione 2021-22 fa il proprio esordio in Serie A1, ingaggiata dalla Savino Del Bene con cui si aggiudica la Challenge Cup, mentre in quella successiva si trasferisce alla Wealth Planet Perugia, sempre in massima serie.
Nella stagione successiva, ancora con la squadra umbra, questa volta in serie A2, ottiene la vittoria nella Coppa Italia di categoria.

## Palmarès
- Challenge Cup: 1

2021-22
- Coppa Italia di Serie A2: 1

2023-24